# Карло II Токко
Карло II Токко (італ. Carlo II Tocco, грец. Κάρολος Β΄ Τόκκος; д/н — 1448) — 14-й володар Епірського деспотату в 1429—1448 роках.

## Життєпис
Походив з неаполітанського шляхетського роду Токко. Син Леонардо II, пфальцграфа Кефалонії та Закінфу. Народився на Закінфі. 1414 або 1418 року помирає батько. З цього часу виховувався при дворі стрийка Карло I, деспота Епіру. 1424 року оголошений його спадкоємцем.
1429 року після смерті стрийка успадкував владу в Епірі і пфальцграфстві. Втім невдовзі проти Карло II повстали стриєчні брати — незаконнонародженим сини Карло I на чолі із Мемноне. Спочатку пропонувалося посередництво морейського деспота Костянтина Палеолога у суперечці, втім невдало. Тому повсталі звернулися за допомогою до османського султана Мурада II, який відправив загін під орудою Кара-Сінан-паши. Для протидії останньому звернувся по допомогу до арагоно-сицилійського короля Альфонсо V. той відправив військо на чолі із Джованні Вентімілья, маркізом Герачі. Втім незважаючи на спротив християн османи 1430 року зайняли Яніну. Водночас морейський деспот Феодор II Палеолог зайняв місто Патри.
За рішенням султана Епірський деспотат було розділено: південну частину зі столицею в місті Арта отримав Карло II, що визнав зверхність Османської імперії, зобов'язавшись сплачувати до султанської скарбниці данину в 500 дукатів і платити 500 дукатів кожному щойнопризначеному казабею Яніни. Супернику Карло II — Мемноне Токко — було передано Акарнанію, Яніна увійшла до складу держави османів, де першим казабеєм став Ерколе Токко, що навернувся в іслам. Втім Карло Токко не полишав спроб протидіяти Османській державі.
Карло II Токко звернувся по допомогу до Венеційської республіки, громадянином якої був. 1433 року призначається почесним членом Великої ради Венеції.
1447 року султанські війська вдерлися до Акарнінаії. Карло II Токко помер в жовтні 1448 року невдовзі після подорожі до Італії, де намагався дістати допомогу у боротьбі з османами. Йому успадковував син Леонардо III Токко.

## Родина
1. Дружина — Рамондіна, донька Джованні Вентімільї, маркиза Герачі
Діти:
- Леонардо (д/н—1503), деспот Епіра
- Джованні
- Антоніо (д/н—1483)
- Ельвіра

2. Дружина — донька муріка Буа Шпати, деспота Арти
дітей не було